# Vaxi
Vaxi é um gênero de mariposa pertencente à família Crambidae.